# Libythea rama
Libythea rama är en fjärilsart som beskrevs av Moore 1872. Libythea rama ingår i släktet Libythea och familjen praktfjärilar. Inga underarter finns listade i Catalogue of Life.